# Liberal Animation
Liberal Animation (ein Spoonerismus von Animal Liberation, also Tierbefreiung) ist das erste Studioalbum der amerikanischen Punkrockband NOFX, das 1988 über Wassail Records, Fat Mikes Label vor Fat Wreck Chords, veröffentlicht wurde.

## Hintergrund
Brett Gurewitz (Bad Religion) produzierte die Platte und bot an, sie auf seinem Label Epitaph Records zu veröffentlichen. Die Band beschloss jedoch stattdessen, sie selbst zu veröffentlichen. Sie wurde dann 1991 über Epitaph Records mit völlig neuem Artwork erneut veröffentlicht. Der Titel ist eine Anspielung auf „Tierbefreiung“, und das Cover-Artwork spiegelt dies wider. Bassist/Sänger Fat Mike hat oft erklärt, dass es seiner Meinung nach das schlechteste NOFX-Album ist. Er schrieb den Großteil des Albums auf einer Gitarre, die er von Lynn Strait von Snot gekauft hatte. Der Titel Shut Up Almost enthält ein kurzes Cover des Led-Zeppelin-Songs Black Dog. Es ist das einzige Album von NOFX in voller Länge, auf dem Dave Casillas an der Gitarre zu hören ist. Für die Titel Shut Up Almost und Mr. Jones wurden Musikvideos in Amateurqualität erstellt. Das Album tendiert stilistisch teils in Richtung Hardcore Punk.

## Rezeption
Allmusic vergab 1,5 von fünf Sternen und schrieb: "Compared to the brilliant work that followed after the band became serious, it's a tough listen. Liberal Animation sounds as if a talented, up-and-coming band somehow got three days in a studio with a legendary producer but didn't yet know how to take advantage of such an opportunity, so instead turned it into a laughable experience."

## Titelliste
Alle Songs wurden von Fat Mike geschrieben außer wo angegeben.
| No.          | Titel                                        | Autoren                    | Anmerkung                                  | Länge |
| ------------ | -------------------------------------------- | -------------------------- | ------------------------------------------ | ----- |
| 1.           | "Shut Up Already"                            | Fat Mike, Dave Casillas    | Enthält Teil von Led Zeppelins “Black Dog” | 2:44  |
| 2.           | "Freedumb"                                   |                            |                                            | 0:45  |
| 3.           | "Here Comes the Neighborhood"                | Fat Mike, Eric Melvin      |                                            | 2:58  |
| 4.           | "A200 Club"                                  |                            |                                            | 1:55  |
| 5.           | "Sloppy English"                             |                            |                                            | 1:20  |
| 6.           | "You Put Your Chocolate in My Peanut Butter" | Fat Mike, Melvin           |                                            | 2:31  |
| 7.           | "Mr. Jones"                                  | Fat Mike, Melvin, Casillas |                                            | 3:18  |
| 8.           | "Vegetarian Mumbo Jumbo"                     | Fat Mike, Melvin           |                                            | 3:32  |
| 9.           | "Beer Bong"                                  |                            |                                            | 2:30  |
| 10.          | "Piece"                                      |                            |                                            | 1:35  |
| 11.          | "I Live in a Cake"                           | Fat Mike, Melvin           |                                            | 1:09  |
| 12.          | "No Problems"                                |                            |                                            | 1:20  |
| 13.          | "On The Rag"                                 |                            |                                            | 1:42  |
| 14.          | "Truck Stop Blues"                           | Melvin, Casillas           |                                            | 3:03  |
| Gesamtlänge: | Gesamtlänge:                                 | Gesamtlänge:               | Gesamtlänge:                               | 29:33 |

## Mitwirkende
- Fat Mike - lead vocals, bass
- Eric Melvin - guitar
- Dave Cassillas — guitar
- Erik Sandin - drums